# Elasmopus elieri
Elasmopus elieri is een vlokreeftensoort uit de familie van de Maeridae. De wetenschappelijke naam van de soort is voor het eerst geldig gepubliceerd in 2004 door Ortiz, Lalana & Varela.